# Issa Sarr
Issa Sarr (sinh ngày 9 tháng 10 năm 1986) là một cầu thủ bóng đá người Sénégal, thi đấu ở vị trí tiền vệ bởi Orlando Pirates.